# Omarion
Omari Ishmael Grandberry, més conegut com a Omarion   (Inglewood, 12 de novembre de 1984), és un cantant estatunidenc, exlíder del grup B2K. Lil' Fizz, J-Boog i Raz-B eren els altres tres membres de B2K. A més, Omarion és considerat com un dels millors ballarins del món.
Omarion era el membre més jove del grup, amb 16 anys. Va ser introduït al grup a través de Chris Stokes, mànager d'IMX's. Omarion i Marques Houston, membre d'IMX, són germanastres. O'Ryan, també cantant de R&B, és el germà menut d'Omarion. Omarion era la veu principal, la imatge i el més talentós sobre l'escenari del grup. B2K va arribar a ser multi platí.